# Limosella pubiflora
Limosella pubiflora är en flenörtsväxtart som beskrevs av Francis Whittier Pennell. Limosella pubiflora ingår i släktet ävjebroddar, och familjen flenörtsväxter. Inga underarter finns listade i Catalogue of Life.